# Alyona Lanskaya
Alyona Lanskaya (em russo:  Алёна Ланская, bielorrusso: Алена Ланская; Mahilou, 7 de setembro de 1985) é uma cantora bielorrussa.
Alyona Lanskaya é a artista que irá representar a Bielorrússia no Festival Eurovisão da Canção em 2013 com a canção "Rhythm of Love" ("Ritmo do Amor") escrita por Leonid Shirin, Yuri Vashchuk, e A. Shirin.

## Eurofest 2012
Lanskaya avançou para a final no dia 21 de Dezembro de 2011. No dia 14 de Fevereiro de 2012 com a sua canção "All my life" (Toda a minha vida), ganhou o direito de representar a Bielorrússia no Festival Eurovisão da Canção. Dez dias depois de Lanskaya ter vencido, rumores espalharam-se que os produtores da canção "All my life" manipularam o televoto e assim eles dando 12 pontos. O presidente declarou investigação imediata, e confirmaram depois que era verdade. E, por isso, foi disqualificada e a banda Litesound (que ficou em 2.º lugar no concurso), substituíram-a.

## Eurofest 2013
Depois da disqualificação no ano anterior, Lanskaya decide participar uma segunda vez com a canção "Rhythm of Love" (Ritmo do Amor) e conseguiu 12 pontos do júri e 12 pontos do televoto, fazendo-la a vencedora com 24 pontos, e então, vai representar a Bielorrússia na Malmo Arena, na Suécia.